# إريك رودريغيز
إريك رودريغيز (بالإسبانية: Eric Rodriguez) هو منافس ألعاب قوى نيكاراغوي، ولد في 1 يونيو 1990 في خينوتيغا في نيكاراغوا.

## وصلات خارجية
- إريك رودريغيز على موقع الاتحاد الدولي لألعاب القوى (الإنجليزية)
- إريك رودريغيز على موقع أوليمبيديا (الإنجليزية)